# Un cœur de marbre

Un cœur de marbre est un téléfilm réalisé par Stephane Kurc pour Antenne 2 en 1987, d'après le roman de Philippe Madral, Tendres Condoléances.

## Synopsis
Un jeune entrepreneur de pompes funèbres, Sébastien Bonnace, dirige avec sa femme Gabrielle, qu’il adore depuis l’enfance, la petite entreprise familiale héritée de ses parents. Vie tranquille et heureuse, jusqu’au jour où Gabrielle, partant faire ses courses, se prend les pieds dans un skateboard et va s’écraser contre un camion. Sébastien, désespéré, vient lui parler tous les jours sur sa tombe. Jusqu’au jour où Gabrielle lui répond... et le pousse à refaire sa vie. Il finit par se résoudre à s’inscrire dans une agence matrimoniale...

## Fiche technique
- Réalisateur : Stephane Kurc
- Scénario : Philippe Madral
- Photographie : Jean-Paul Rabie
- Chef opérateur : Jean-Marc Bringuier
- Musique originale : Juan José Mosalini
- Diffuseur : Antenne 2
- Diffusion : 11 avril 1988

## Distribution
- Patrick Chesnais : Sébastien Bonnace
- Fanny Cottençon : Angélique Descluse
- Judith Magre : Mme Thérèse
- Jenny Arasse : Gabrielle Bonnace
- Josiane Stoléru : Marie-Louise
- Olivier Hémon : L'employé
- Catherine Lachens : Mme Valenta
- Isabelle Lacamp : Ghislaine
- Claude Avril
- Micha Bayard
- Monique Carraz : La Stripteaseuse
- Véronique Chobaz
- Manuela Gourary
- Kathy Kriegel : L'hôtesse
- Jan Madd
- Jean-Pierre Mantion
- Bernard Mazzinghi : M Clairon
- Françoise Quentin
- Stéphanie Robert
- Bernard Rosselli
- Michel Tugot-Doris : Emile Carlet
- Sylvie Van Baren
- Marie Verdi
- Claire Wauthion

## Récompenses
- 1987 : Trois prix au Festival du film d'humour de Chamrousse  :
  - Prix du meilleur film
  - Prix du meilleur comédien pour Patrick Chesnais
  - Prix Jean L'Hôte (meilleure comédie audiovisuelle)